# Цзефан
Цзефа́н (кит. упр. 解放, пиньинь Jiěfàng) — район городского подчинения городского округа Цзяоцзо провинции Хэнань (КНР). Такое название район получил потому, что его органы власти размещались на улице Цзефанлу.

## История
После капитуляции Японии во Второй мировой войне коммунистами 8 сентября 1945 года на смежных территориях уездов Сюу и Боай был создан город Цзяоцзо (焦作市), состоящий из трёх районов. В ноябре 1945 года районы № 1 и № 2 были объединены во Внутригородской район (市内区). Затем во время гражданской войны эти места были захвачены гоминьдановскими войсками, и в феврале 1948 года город Цзяоцзо был преобразован в уезд Цзяоцзо (焦作县), а Внутригородской район был переименован в район № 1. В октябре 1948 года уезд Цзяоцзо вновь перешёл под контроль коммунистов, и Внутригородской район был воссоздан.
После победы в гражданской войне коммунистами была в августе 1949 года создана провинция Пинъюань, и уезд Цзяоцзо вошёл в состав созданного одновременно Специального района Синьсян (新乡专区) провинции Пинъюань. В октябре 1949 года уезд Цзяоцзо был преобразован в Горнодобывающий район Цзяоцзо (焦作矿区). 30 ноября 1952 года провинция Пинъюань была расформирована, и Специальный район Синьсян перешёл в состав провинции Хэнань. В июне 1953 года Внутригородской район был преобразован в посёлок Цзяоцзо (焦作镇). В 1956 году Горнодобывающий район Цзяоцзо был преобразован в город Цзяоцзо, а посёлок Цзяоцзо стал районом Цзяоцзо (焦作区).
В 1957 году район Цзяоцзо был переименован в Городской район (城区), а в 1958 году был переименован в район Цзефан.

## Административное деление
Район делится на 9 уличных комитетов.